# Cornus amomum
Cornus amomum är en kornellväxtart som beskrevs av Philip Miller. Cornus amomum ingår i släktet korneller, och familjen kornellväxter. Inga underarter finns listade i Catalogue of Life.

## Bildgalleri

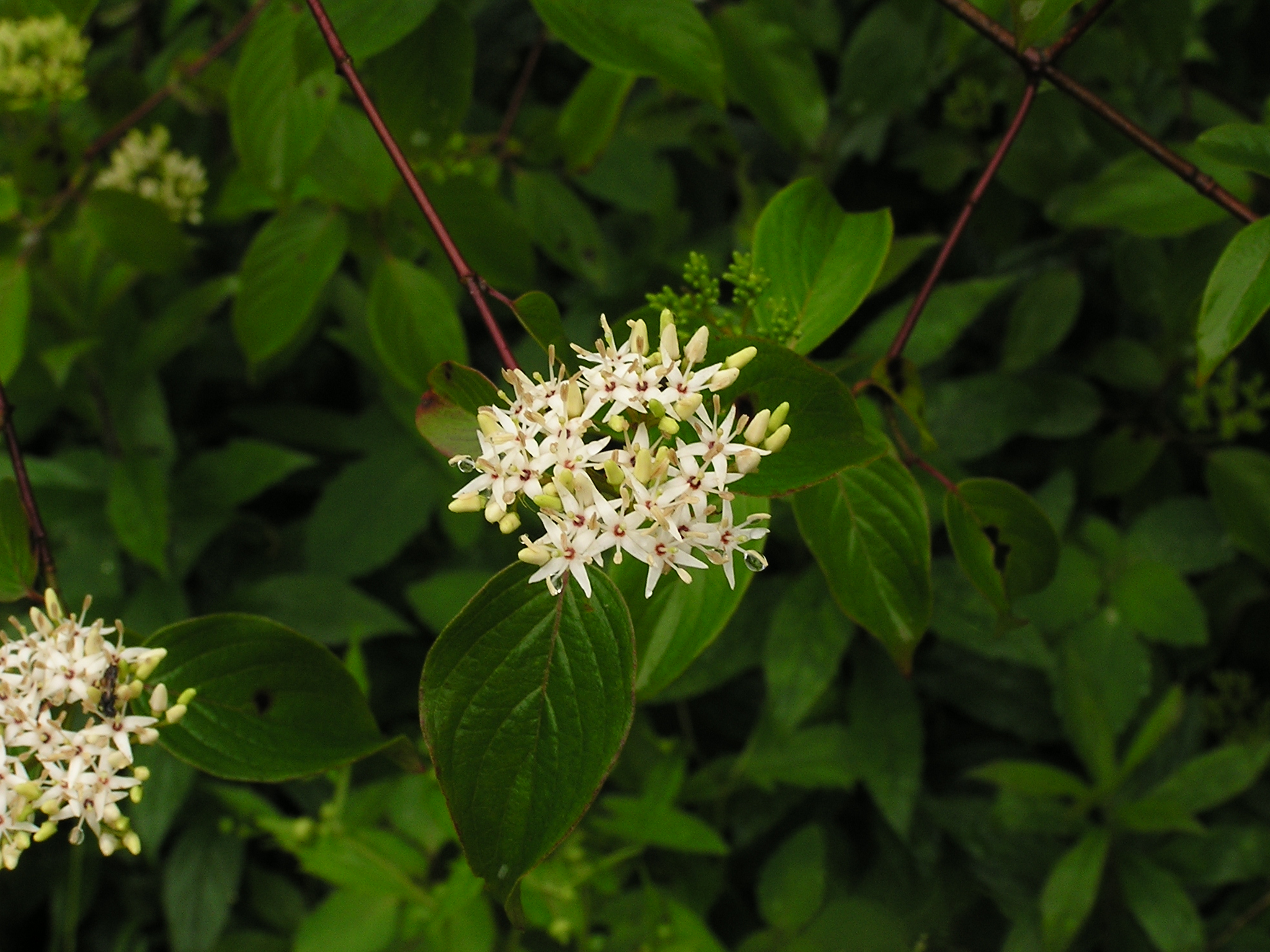
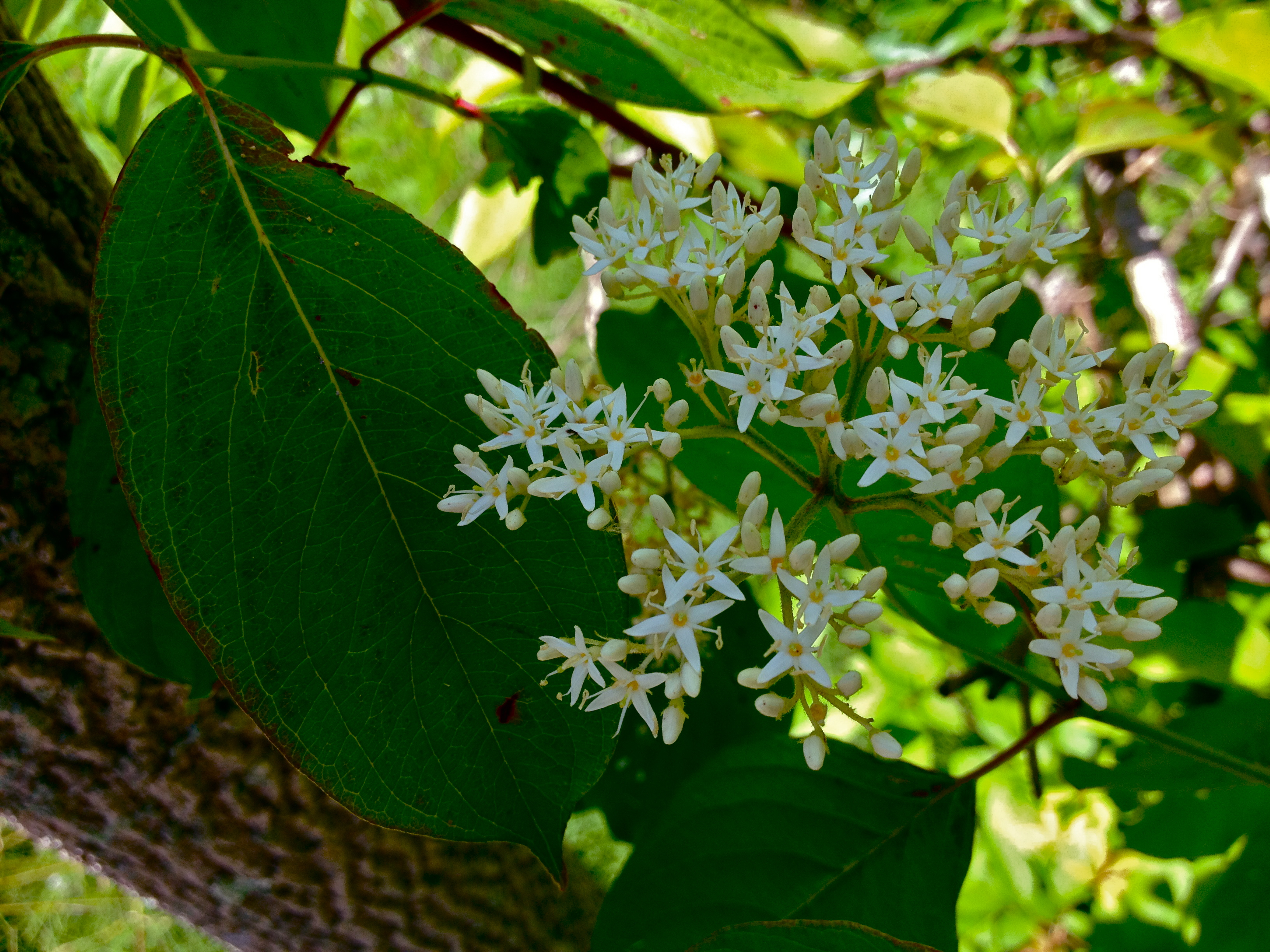
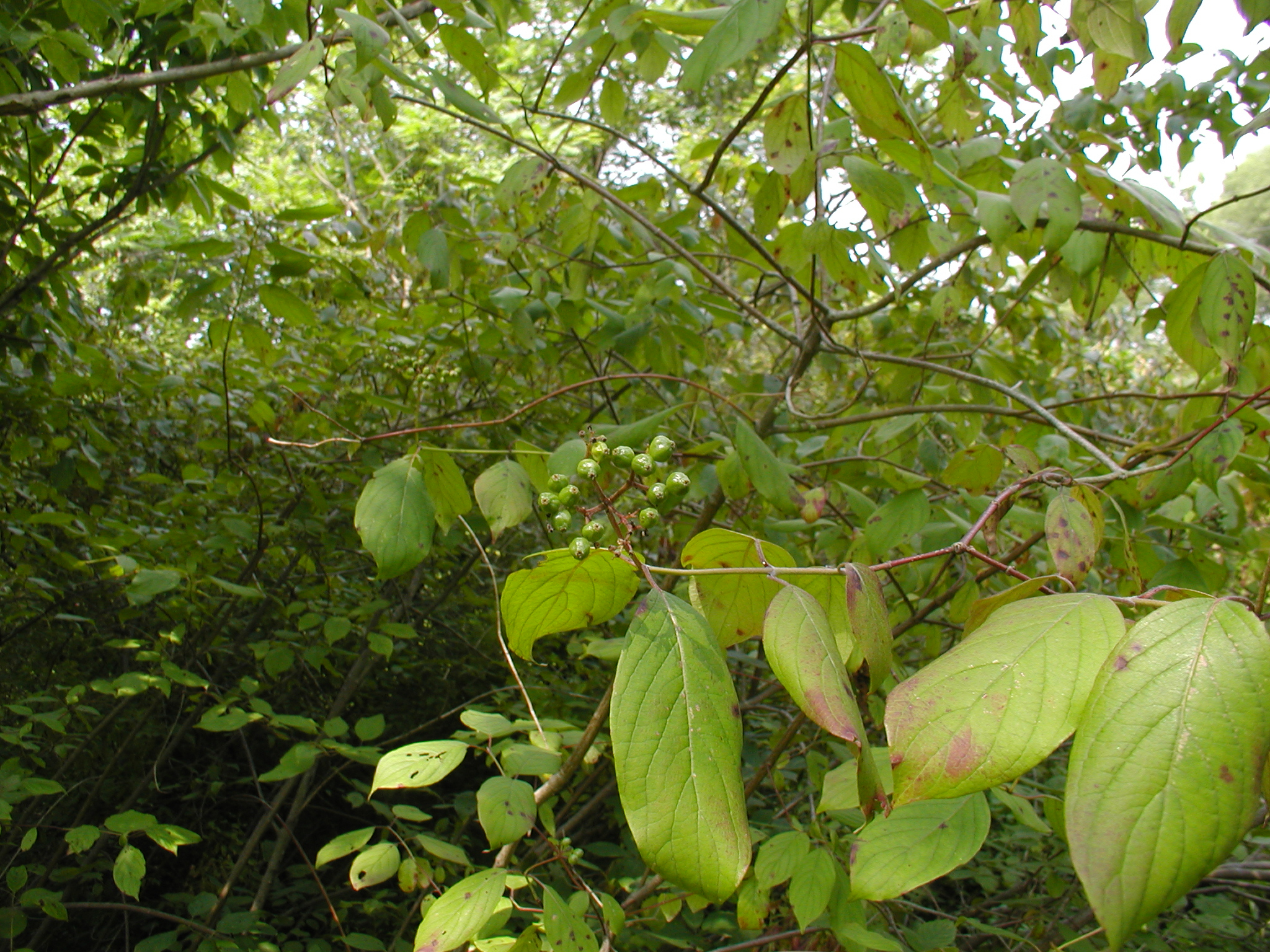
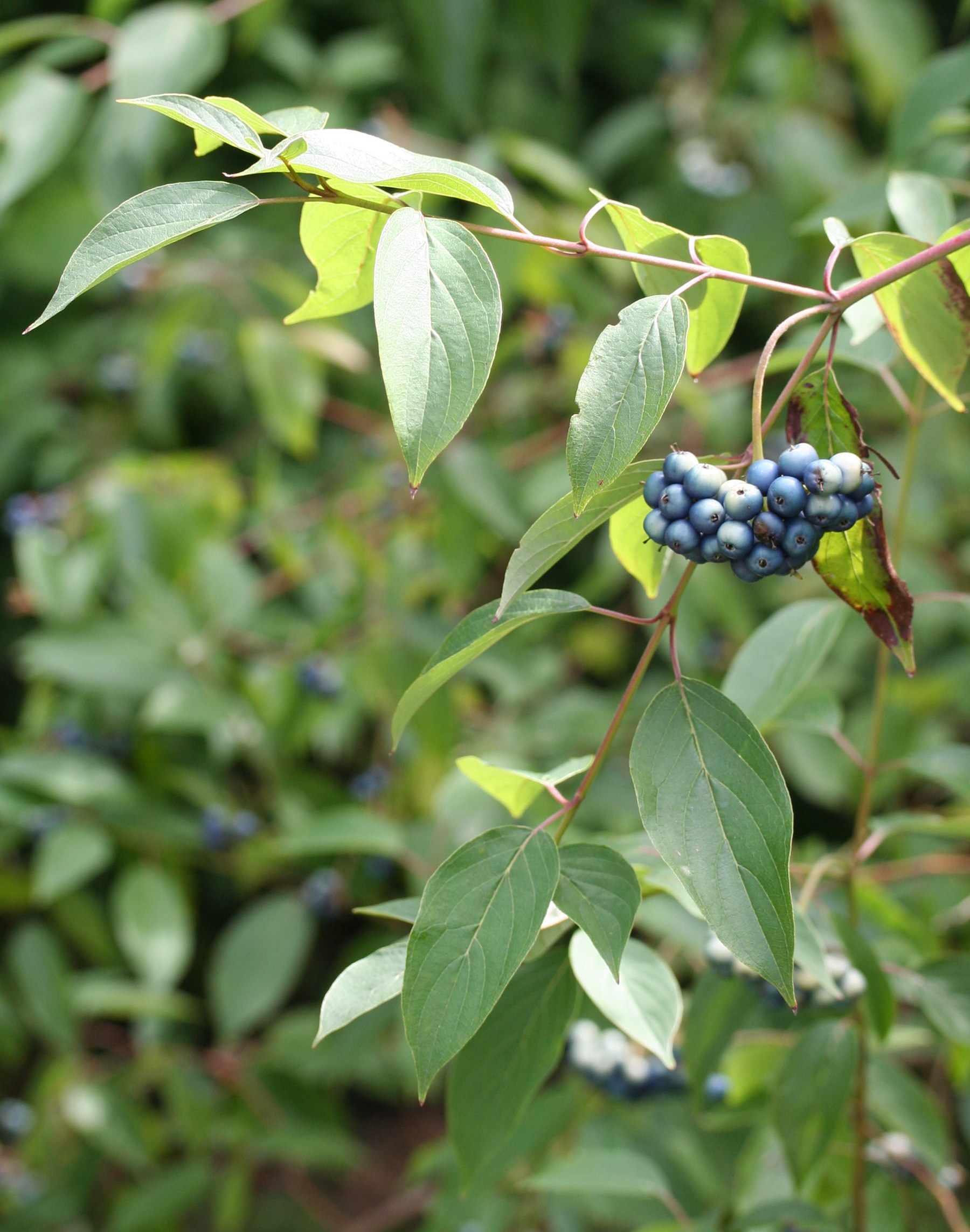
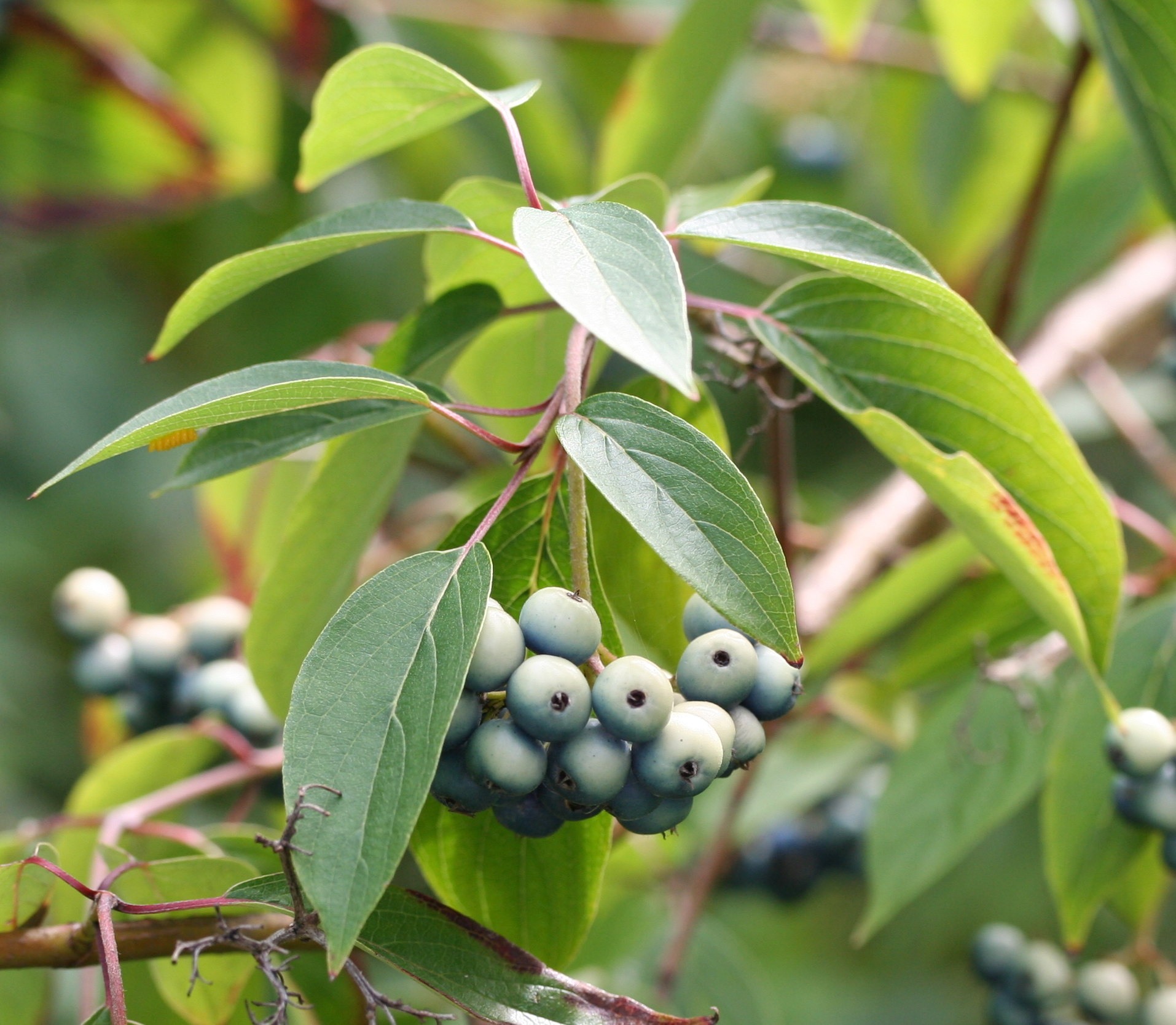
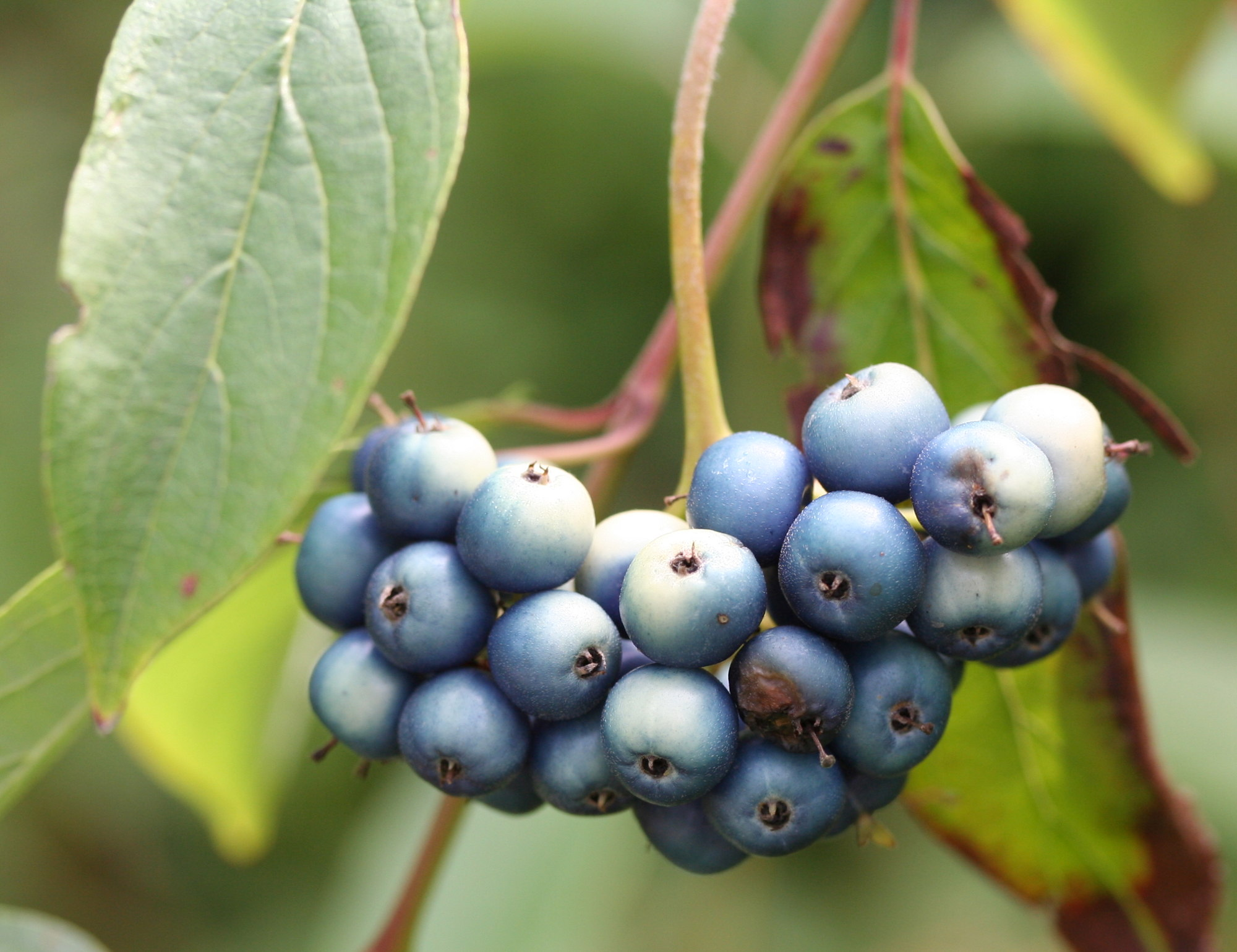